# Roman d’Alexandre

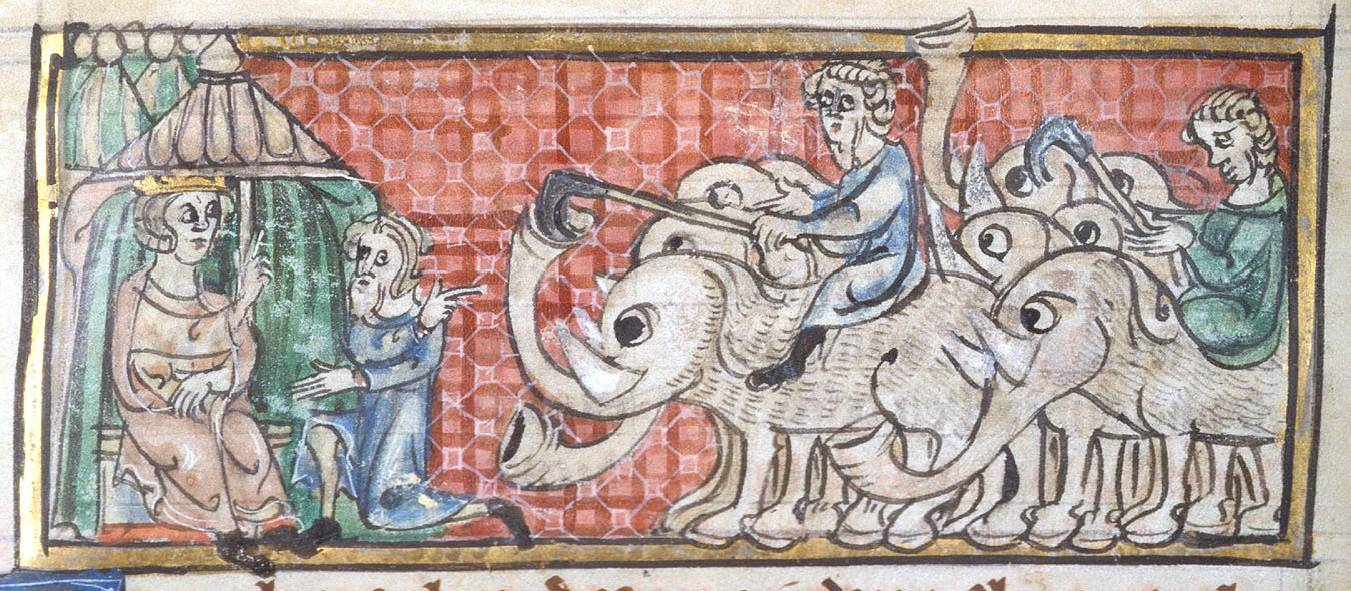
Alexander werden Elefanten geschenkt. Miniatur, Roman d’Alexandre, 1. Viertel 14. Jhd.

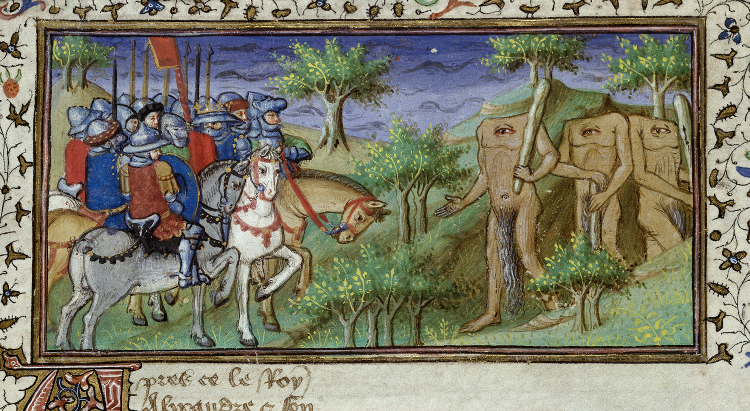
Alexander nähert sich Blemmyern, Miniatur um 1420 (Royal MS 20 B xx)

Le Roman d’Alexandre (Alexanderroman) zählt zu den französischen Versepen des 12. Jahrhunderts und gehört der Gattung der Antikenromane an (romans d’Antiquité).
Seine verschiedenen und formal sehr verschiedenartigen Versionen schildern die Heldentaten des Eroberers Alexander des Großen (356–323 v. Chr.). Der Stoff ist lateinischen Vorlagen entnommen, die ihrerseits aus diversen griechischen Quellen schöpfen, die von Anbeginn an neben Fakten auch viele sagen- und märchenartige Elemente enthielten. Die lateinischen Versionen waren vor allem die romanartige Alexander-Vita des Iulius Valerius Polemius (ca. 338 n. Chr.) und die mehr chronikartige Historia de preliis Alexandri Magni des Leo von Neapel (10. Jh.).

## Versionen
Alexanderlied
Die älteste bekannte französische Fassung, von der nur ein Fragment von 105 achtsilbigen Versen in 15 einreimigen Strophen (Laissen) im Stil der zeitgenössischen Chanson de geste erhalten ist, entstand in frankoprovenzalischem Dialekt wohl schon gegen 1120. Sie wurde laut dem Pfaffen Lamprecht, der sie um 1120/30 ins Mittelhochdeutsche übertrug (als Alexanderlied geführt), von einem (sonst unbekannten) Autor namens Alberich von Bisinzo (Vorauer Alexander) bzw. Elberîch von Bisenzun (Straßburger Alexander) verfasst, der in heutigen Literaturgeschichten meist Albéric de Pisançon genannt wird, da Bisinzo bzw. Bisenzun als Pisançon in der Dauphiné verstanden wird.
Zehnsilbiger Alexander
Eine zweite, ebenfalls nur fragmentarisch erhaltene Fassung (785 Zehnsilber in 76 Laissen), wurde wohl kurz nach der Mitte des 12. Jh. von einem unbekannten Autor geschrieben.
Li romans d’Alixandre
Die am weitesten verbreitete und mit zunächst knapp 16.000 Zwölfsilbern längste Fassung stammt von Alexander von Paris und entstand offenbar um 1180. Sie schildert, nunmehr eher im Stil eines höfischen Romans, das gesamte Leben Alexanders. Sie besteht aus vier sehr ungleich langen Teilen oder „Zweigen“ (branchen), wobei Alexandre angibt, er habe die unvollständigen Werke zweier anderer (uns heute nicht näher bekannter) Autoren eingearbeitet, nämlich eines gewissen Eustache (als branche II) und eines Lambert le Tort (branche III). Schon ab ca. 1190 fand der Roman Fortsetzer und Redaktoren, die zusätzliche Episoden anhängten oder einbauten. In der zweiten Hälfte des 13. Jh. wurde er in eine Prosafassung umgeschrieben, die in zahlreichen Handschriften aus dem 14. und 15. Jh. sowie in einigen frühen Drucken überliefert ist, was von dem langandauernden Erfolg des Werkes zeugt.

## Rezeption
Alexandres Alexander-Roman ist das erste größere Werk der französischen Literatur, das den paarweise reimenden Zwölfsilber als Versmaß verwendet, der deshalb in Frankreich vers alexandrin (Alexandriner) heißt.
Die Figur Alexanders erfreute sich in der Antike und im gesamten Mittelalter einer großen Bekanntheit. Er galt als Typ des stets nach neuen Eroberungen und Erfahrungen dürstenden hochherzigen Feldherrn und Herrschers, aber auch als Verkörperung menschlicher Hybris.